# Царе на Месения
Царе на Месения и царе в Пилос:
- Поликаон (син на Лелекс), първият цар на Месена
- Периер (син на Еол), пет генерации след смъртта на Поликаон
- Афарей (син на Периер), заедно с брат му
- Левкип (син на Периер), заедно с брат му Афарей
- Нелей (син на Посейдон)
- Нестор (син на Нелей, царят на Пилос)
- Пориклимен (син на Нелей)
- Антилох (син на Нестор)
- Линкей и Идас (синове на Афарей)
- Пентил (син на Пориклимен, синът на Нелей)
- Бор, 12 век пр.н.е. (син на Пентил)
- Андропомп (син на Бор)
- Антилок, последван от неговите синове
- Писистрат I
- Писистрат II
- Мелант (син на Андропомп), нападение от Хераклидите

## Хераклиди
- Аристомах, баща на Кресфонт
- Кресфонт, 11 век пр.н.е., първият цар на Месения от Хераклидите
- Полифонт, (брат на Кресфонт)

### Епитиди
- Епит, 11 век пр.н.е.
- Главк, 10 век пр.н.е.
- Истмий, 10 век пр.н.е.
- Дотад, 9 век пр.н.е.
- Сибота, 9 век пр.н.е.
- Финт, 9 век пр.н.е.
- Антиох, (до 743 пр.н.е.) съвместно с
- Андрокъл, (до 743 пр.н.е.)
- Евфай, (743—731 пр.н.е.)
- Аристодем, 8 век пр.н.е., герой от Първата Месенска война

След смъртта на Аристодем, в Месения не се избират царе, а военачници.
- Дамес, Клеонис и Филей (триумвират)
- Аристомен, 684 пр.н.е. по времето на Втората Месенска война